# Слипченко, Николай Иванович
Слипченко Николай Иванович (англ. Mykola Slipchenko) — ведущий научный сотрудник Института сцинтилляционных материалов НАН Украины, доктор физико-математических наук, профессор, лауреат Государственной премии Украины в области науки и техники.
Известный в Украине и за её пределами ученый в области материаловедения и физики функциональных материалов профессор Николай Иванович Слипченко вместе с коллегами разработал новый подход к созданию перспективных материалов с уникальными физико-техническими характеристиками. Под его руководством были осуществлены теоретические и экспериментальные исследования, связанные с разработкой эффективных фотовольтаических структур различной природы для нужд солнечной энергетики и других перспективных полупроводниковых соединений для производства новых поколений функциональных материалов с прогнозируемыми физико-техническими характеристиками. Результаты научных исследований профессора интегрированы в ряд международных научно-технических проектов.

## Биография
Родился 29 августа 1956 г. в г. Ахтырка Сумской области.
В 1978 г. окончил Харьковский институт радиоэлектроники по специальности «Конструирование и технология ЭВА».
С 1983 по 2018 работал в Харьковском национальном университете радиоэлектроники.
В 1998 г. защитил диссертацию на соискание учёной степени кандидата технических наук по специальности «05.27.01 — твердотельная электроника», а в 2008 году получил звание доктора физико-математических наук по специальности «01.04.01 — физика приборов, элементов и систем».
С 1999 до 2018 гг. занимал должность проректора по научной работе Харьковского национального университета радиоэлектроники и одновременно профессора кафедры по совместительству.
В 2005 г. получил звание профессора кафедры микроэлектроники, электронных приборов и устройств.
В 2018 г. перешел на должность ведущего научного сотрудника Института сцинтилляционных материалов НАН Украины.
С декабря 2019 г. по совместительству является директором научно-образовательного центра функциональных материалов Киевского академического университета НАН Украины.

## Научная деятельность
Ещё в 1990-х гг. профессором Слипченко Н. И. были развиты теоретические основы формирования силицидов, ди- и моносилицидов тугоплавких материалов, новые технологии формирования полупроводниковых элементов с применением фотонных методов, которые нашли широкое практическое применение в технологиях специального назначения. С начала 2000-х гг. научная работа профессора Н. И. Слипченко совместно с коллегами связана с разработкой математического аппарата СВЧ диагностики скоротечных процессов в полупроводниковых структурах и диэлектриках, технических и аппаратных средств ближнеполевой СВЧ диагностики материалов и сред на базе резонаторных методов с использованием зондов с коаксиальной микроаппаратурой, как «инструментария» для получения измерительной информации о структуре и характеристик синтезированных функциональных материалов.
Профессор Н. И. Слипченко является автором более 500 научных работ, среди них 12 монографий, более 350 научных статей и материалов конференций в зарубежных и отечественных профессиональных изданиях, 74 авторских свидетельств и патентов. Под его редакцией и в соавторстве издано 9 учебных пособий. В течение 2005—2018 гг. Н. И. Слипченко был научным руководителем 6 научно-технических проектов в рамках международных научно-технических программ и проектов, в том числе Российско-Украинских программ по нанофизике и наноэлектронике. Подготовил 12 кандидатов наук. Научные исследования, проводимые Н. И. Слипченко, тесно интегрированы в ряд международных научно-технических проектов. Он является многократным участником различных международных научно-технических конференций и выставок. Начиная с 2007 г. ежегодно демонстрирует результаты научно-исследовательских работ на международных выставках, в том числе на Ганновер Мессе.
Профессор Слипченко Н. И. ведет активную научно-организационную работу. С 2006 по 2016 гг. являлся членом бюро Совета проректоров по научной работе Украины. Работает в двух специализированных советах по защите докторских диссертаций. В 2008—2010 гг. возглавлял экспертный совет по электронике и энергетике ДАК Украины. Участвовал в организации 6 международных радиоэлектронных форумов, 20 международных форумов «Радиоэлектроника и молодежь в XXI веке», а также основал и является одним из организаторов международной научной конференции «Функциональная база наноэлектроники».
За личный вклад в подготовку высококвалифицированных специалистов, плодотворную научно-педагогическую деятельность профессор Н. И. Слипченко награждён Грамотой Верховной Рады Украины, почетными грамотами МОН Украины и нагрудным знаком МОН Украины «За научные достижения». В составе авторского коллектива отмечен Государственной премией Украины в области науки и техники за работу «Проблемно-ориентированные вычислительные средства обработки информации в реальном времени» (2013 г.).